# Gish gallop
 (septembre 2024).
Le « Gish gallop » est une expression d’anglais américain qui désigne la technique rhétorique du mille-feuille argumentatif, qui consiste à noyer son adversaire sous un déluge de prétendus arguments pour ne pas lui laisser de chance de les réfuter. Les arguments avancés peuvent, de ce fait, être invalides, invérifiables, inexacts, délibérément trompeurs ou même hors-sujet ; il peut même s’agir d’arguments dont la fausseté a déjà été maintes fois démontrée. Cette technique repose sur la « loi de Brandolini » (ou « principe d’asymétrie des baratins »), selon laquelle énoncer des mensonges et des inepties est considérablement plus rapide et plus facile que de les réfuter.
La tactique du Gish Gallop repose sur la surcharge informationnelle engendrée. Il s’agit d’une forme d’« obstruction discursive » où la valeur argumentative des propos importe peu. Le locuteur investit ainsi davantage d’attention sur la vitesse à laquelle les arguments sont délivrés, la quantité et l’effet de sidération produit sur l’auditoire et/ou l’adversaire. Lors d’un galloping, le locuteur enchaîne rapidement des affirmations, sans laisser à l’autre partie ni le temps ni l’espace pour contre-argumenter.
L’expression « Gish gallop » a été créée par l’anthropologue américaine Eugenie Scott pour fustiger la rhétorique du créationniste Duane Gish. Une autre expression américaine est celle de « firehose of falsehood » (littéralement « Lance à incendie de fausseté »).
Cette expression a par exemple été utilisée concernant la stratégie de communication de Donald Trump,. L’enchaînement rapide de mensonges auquel a recours Vladimir Poutine - par exemple au sujet de la destruction du vol Malaysia Airlines 17 - a également été qualifié de « Gish gallop », tout comme la couverture médiatique du conflit israélo-palestinien de 2023 par les autorités israéliennes.